# Toyota Supra
Toyota Supra – sportowy samochód osobowy produkowany przez japoński koncern Toyota w latach 1978–2002 oraz ponownie od 2019 do 2023. Do napędu używano wyłącznie benzynowych silników R6 (od 2020 również R4) także z turbodoładowaniem. Moc przenoszona była na oś tylną. Pierwsze dwie generacje oparte zostały na modelu Celica, stąd też nosiły nazwę Toyota Celica Supra. Od trzeciej generacji Supra stała się osobnym modelem. Produkcję czwartej generacji modelu zakończono w Japonii w roku 2002. 14 stycznia 2019 roku oficjalnie zaprezentowano piątą generację Toyoty Supra. 

## Pierwsza generacja
Pierwsza generacja modelu produkowana była od kwietnia 1978 do czerwca 1981 roku. Oparta została w dużej mierze na wersji liftback Toyoty Celiki, pas tylny przejęto bez większych zmian, pas przedni zaś został odpowiednio wydłużony by pomieścić sześciocylindrowy silnik rzędowy (w Celice montowano silniki czterocylindrowe). Samochód był odpowiedzią Toyoty na modele serii Fairlady Z Nissana.

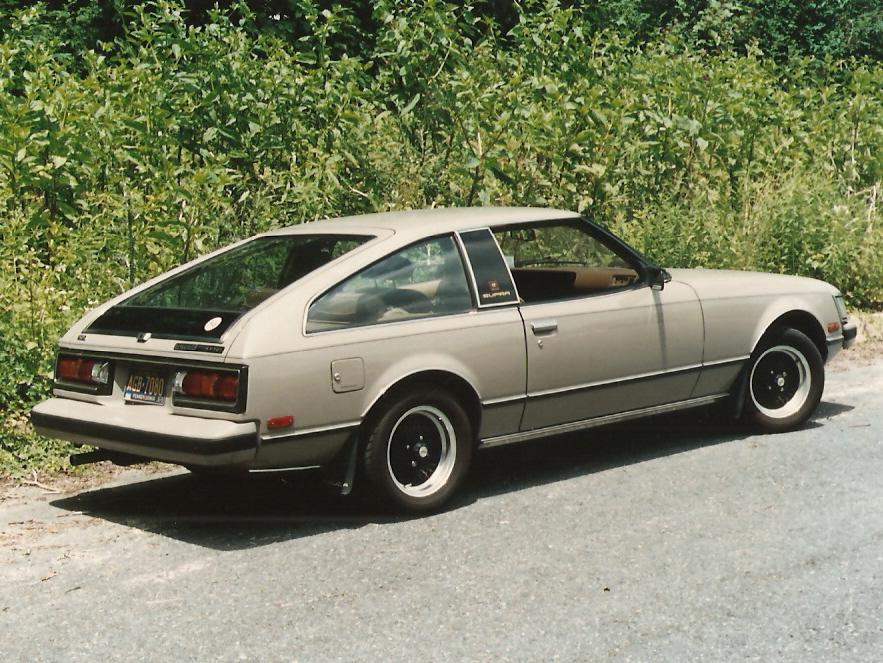
Toyota Supra I - tył pojazdu

W Japonii nowy model zaprezentowano pod nazwą Celica XX w kwietniu 1978 roku. Na rynku północnoamerykańskim samochód zadebiutował w styczniu 1979 roku. Początkowo dostępny był z silnikiem R6 2,6 l SOHC o mocy 112 KM (rynek USA) oraz R6 2,0 l SOHC o tej samej mocy na rynku japońskim. Obie jednostki napędowe wyposażone były we wtrysk paliwa. Silnik mógł być zblokowany z 5-biegową manualną (W50) bądź 4-biegową automatyczną (A40D) skrzynią biegów, obie z nadbiegiem. Standardowo pojazd wyposażony był w hamulce tarczowe na obydwu osiach.
Od rocznika 1980 zaczęto montować turbodoładowane silniki R6 o pojemności dwóch litrów, był to pierwszy samochód Toyoty z doładowaną jednostką napędową. Oprócz tego nadwozie doczekało się kosmetycznych zmian. W kolejnym roku wprowadzono silnik o pojemności 2,8 litra generujący moc 118 koni mechanicznych. Oprócz tego zastosowano ulepszoną wersję 4-biegowej skrzyni automatycznej (oznaczenie A43D). W teście przeprowadzonym przez redakcję magazynu Motor Trend, wersji R6 2.8 zmierzono czas przyspieszenia 0-100 km/h równy 10,24 s oraz czas przejazdu ¼ mili równy 19,5 s przy prędkości końcowej równej 125 km/h.

### Silniki
| Oznaczenie | Rok  | Silnik                          | Moc maks.       | Maks. moment obrotowy | Rynek zbytu |
| ---------- | ---- | ------------------------------- | --------------- | --------------------- | ----------- |
| MA45       | 1978 | R6 2,0 l (1988 cm³) M-EU        | 112 KM (82 kW)  | 184 Nm                | Japonia     |
| MA46       | 1978 | R6 2,6 l (2563 cm³) 4M-E        | 112 KM (82 kW)  | 184 Nm                | USA         |
| MA46       | 1979 | R6 2,0 l (1988 cm³) M-TEU turbo | 147 KM (108 kW) | 212 Nm                | Japonia     |
| MA46       | 1979 | R6 2,6 l (2563 cm³) 4M-E        | 112 KM (82 kW)  | 184 Nm                | USA         |
| MA47       | 1980 | R6 2,8 l (2759 cm³) 5M-E        | 118 KM (87 kW)  | 197 Nm                | Japonia USA |

## Druga generacja

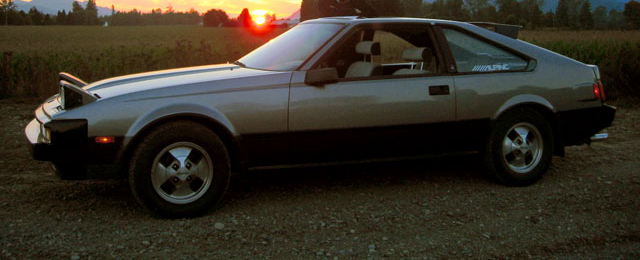
Toyota Supra II z rocznika 1981

W lipcu 1981 roku Toyota zmodernizowała modele rodziny Celica i Celica Supra. Na rynku Stanów Zjednoczonych Mk II dostępny był w dwóch wersjach: P-Type (wersja sportowa) oraz L-Type (wersja luksusowa). Oba warianty były bliźniacze pod względem technicznym, jedyne różnice to dostępne rozmiary opon i kół, wyposażenie nadwozia oraz przełożenia dyferencjału. Układ zawieszenia dla drugiej generacji Supry powstał przy współpracy z brytyjskim Lotusem. Bliźniaczym modelem wprowadzonym na rynek japoński był Soarer.

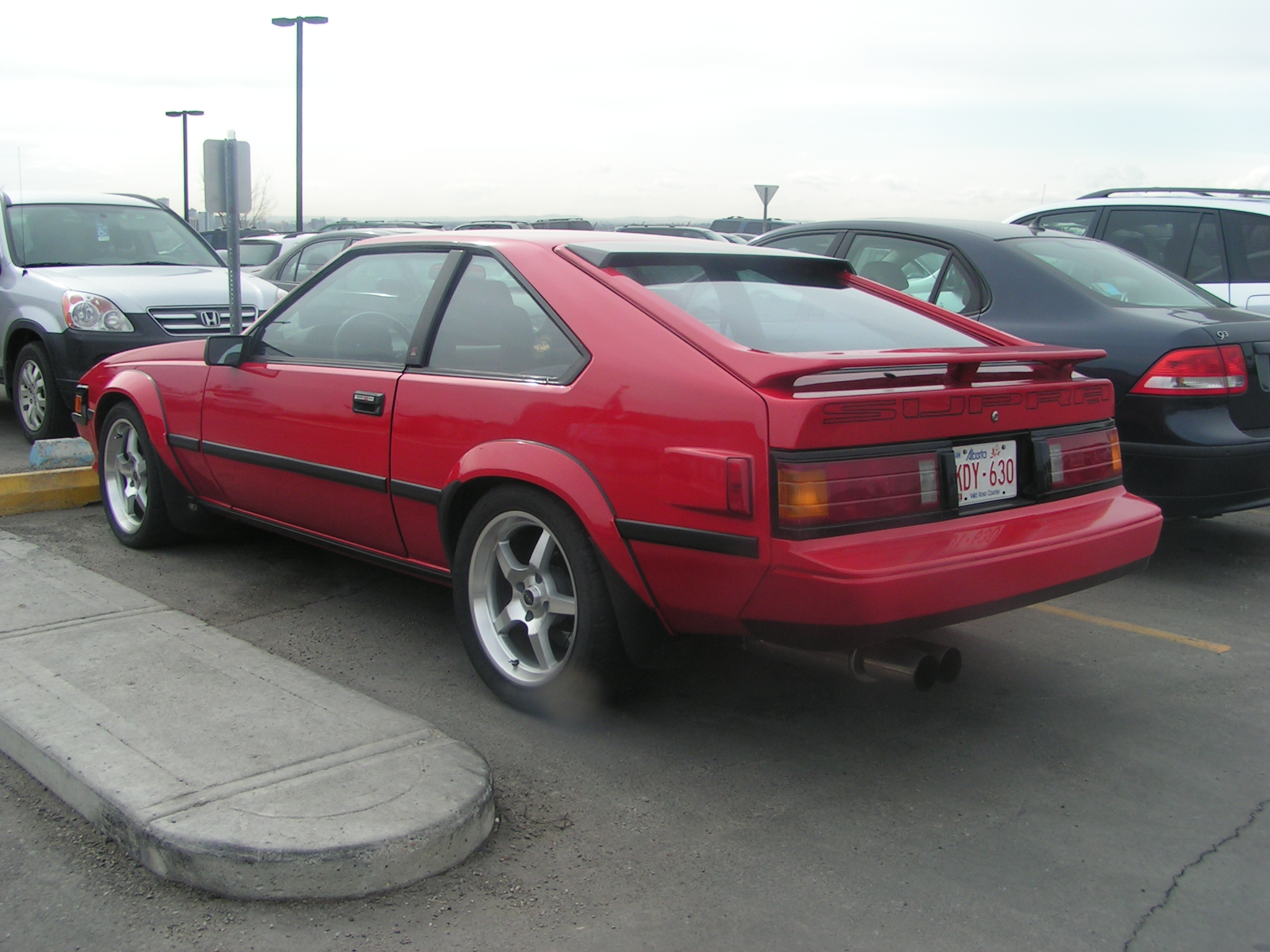
Toyota Supra II - tył pojazdu

Rocznik 1982 (rok produkcji 1981) przygotowany na rynek USA napędzany był przez silnik R6 2,8 l DOHC, który przy stopniu kompresji 8,8:1 generował moc 147 KM (108 kW) i moment obrotowy 210 Nm. Pozwalało to na przyspieszenie 0-100 km/h wynoszące 9,8 s oraz czas przejazdu ¼ mili równy 17,2 s przy prędkości końcowej 130 km/h. Do przeniesienia napędu służyła 5-biegowa manualna lub 4-biegowa automatyczna skrzynia biegów, obie z nadbiegiem.
Na liście wyposażenia standardowego drugiej generacji Supry znajdowały się m.in.: elektrycznie odsuwane szyby, centralny zamek, elektrycznie ustawiane lusterka zewnętrzne, klimatyzacja czy też tempomat. W samochodzie zastosowano także antenę wprasowaną w szybę przednią.
Dla rocznika 1983 przygotowano wzmocnioną do 152 KM (112 kW) i 216 Nm wersję silnika R6 2.8 5M-GE. Zmieniono także typ 4-biegowej automatycznej skrzyni biegów (A43DE). Rocznik 1984 otrzymał ponownie wzmocniony silnik, ze skrzynią manualną osiągał on 162 KM (119 kW) i 221 Nm. Wzrost ten otrzymano m.in. dzięki podniesieniu stopnia kompresji do 9,2:1. Jednostki napędowe łączone ze skrzyniami automatycznymi odznaczały się tym samym poziomem mocy maksymalnej co w latach poprzednich. Zmieniono także przełożenia skrzyń biegów. Oprócz tego zmodyfikowano kształt przednich kierunkowskazów oraz wygląd pasa tylnego. Odświeżony został także wygląd kabiny pasażerskiej – licznik został wyskalowany do 130 mil na godzinę (210 km/h).
Rocznik 1985 otrzymał nieznacznie wzmocniony silnik – 163 KM (120 kW) i 229 Nm. Kolejną zmianą było wyrównanie mocy silników stosowanych ze skrzyniami automatycznymi względem jednostek napędowych stosowanych z przekładniami manualnymi. Z mocniejszym silnikiem czas przyspieszenia 0-100 km/h wynosił 8,6 s, zaś przejazdu ¼ mili 16,1 s przy prędkości końcowej 137 km/h.
Druga generacja Supry oferowana była także w: w większej części Europy (w tym Wielkiej Brytanii, Szwajcarii oraz Szwecji), Australii i Nowej Zelandii.

### Silniki
| Oznaczenie | Rocznik   | Silnik                          | Moc maksymalna  | Maks. moment obrotowy | Rynek zbytu                  |
| ---------- | --------- | ------------------------------- | --------------- | --------------------- | ---------------------------- |
| MA61       | 1982–1983 | R6 2,8 l (2759 cm³) 5M-GE       | 176 KM (130 kW) | 281 Nm                | Europa                       |
| MA61       | 1982–1983 | R6 2,8 l (2759 cm³) 5M-GEU      | 162 KM (119 kW) | 203 Nm                | Japonia                      |
| MA61       | 1984–1986 | R6 2,8 l (2759 cm³) 5M-E        | 142 KM (104 kW) | 226 Nm                | Australia Szwajcaria Szwecja |
| MA61       | 1984–1986 | R6 2,8 l (2759 cm³) 5M-GE       | 180 KM (133 kW) | 287 Nm                | Europa Nowa Zelandia         |
| MA61       | 1984–1986 | R6 2,8 l (2759 cm³) 5M-GEU      | 162 KM (119 kW) | 203 Nm                | Japonia                      |
| MA63       | 1982      | R6 2,0 l (1988 cm³) M-TEU turbo | 147 KM (108 kW) | 212 Nm                | Japonia                      |
| MA63       | 1983–1985 | R6 2,0 l (1988 cm³) M-TEU turbo | 162 KM (119 kW) | 230 Nm                | Japonia                      |
| MA67       | 1982      | R6 2,8 l (2759 cm³) 5M-GE       | 147 KM (108 kW) | 210 Nm                | Kanada USA                   |
| MA67       | 1983      | R6 2,8 l (2759 cm³) 5M-GE       | 152 KM (112 kW) | 216 Nm                | Kanada USA                   |
| MA67       | 1984      | R6 2,8 l (2759 cm³) 5M-GE       | 162 KM (119 kW) | 221 Nm                | Kanada USA                   |
| MA67       | 1984      | R6 2,8 l (2759 cm³) 5M-GE       | 152 KM (112 kW) | 216 Nm                | Kanada USA                   |
| MA67       | 1985–1986 | R6 2,8 l (2759 cm³) 5M-GE       | 163 KM (120 kW) | 229 Nm                | Kanada USA                   |
| GA61       | 1982–1985 | R6 2,0 l (1988 cm³) 1G-EU       | 127 KM (93 kW)  | 172 Nm                | Japonia                      |
| GA61       | 1982–1985 | R6 2,0 l (1988 cm³) 1G-GEU      | 162 KM (119 kW) | 182 Nm                | Japonia                      |

## Trzecia generacja

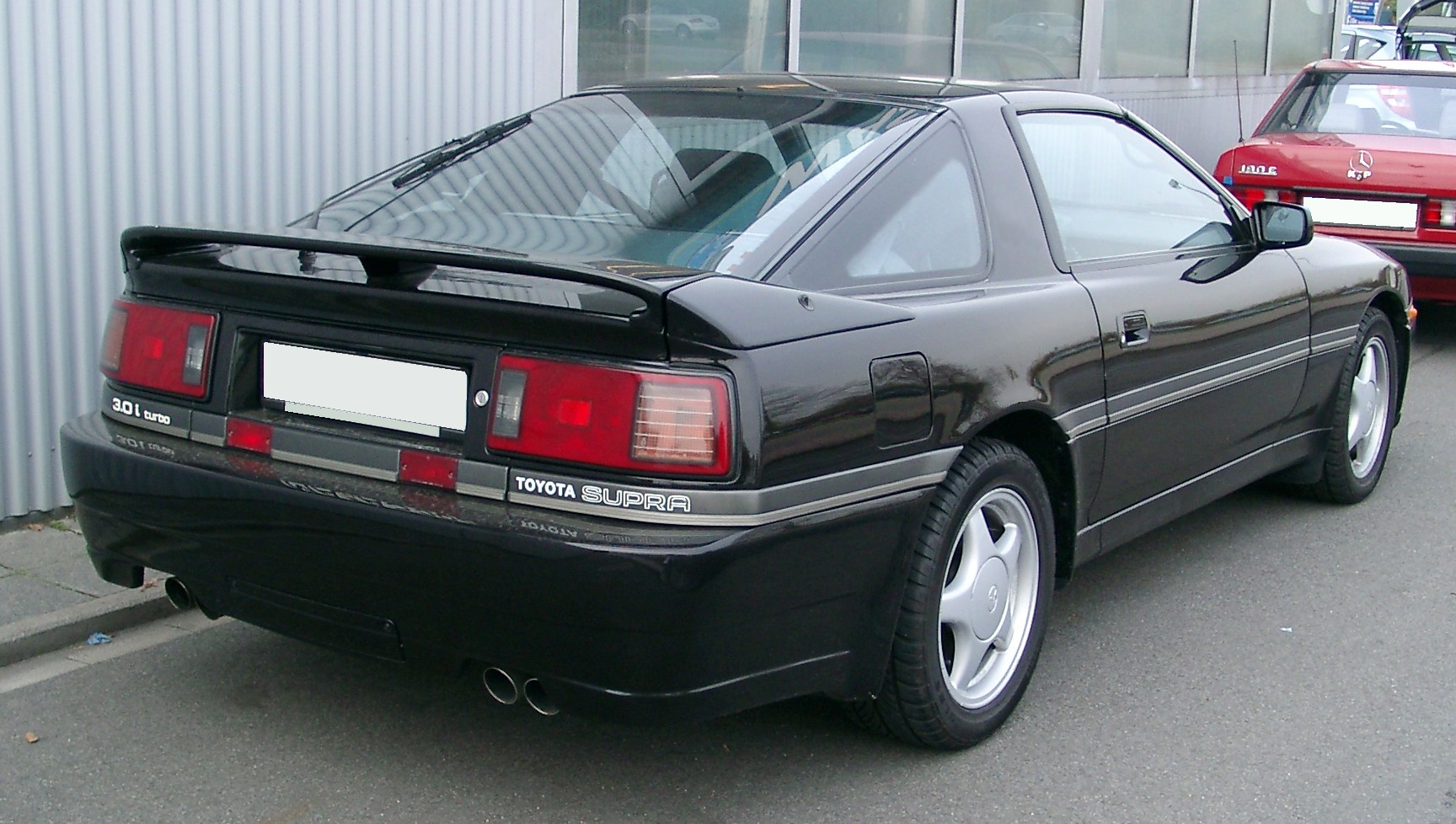
Toyota Supra III - tył pojazdu

Trzecia generacja Supry trafiła do produkcji w lutym 1986 roku, na rynku japońskim zrezygnowano z nazwy Celica XX. Była to już zupełnie nowa konstrukcja niespokrewniona z Celicą. Oba modele stały się różnymi konstrukcjami, Celica otrzymała napęd przedni, w Suprze zaś pozostawiono napęd tylny. Nadwozie zachowało podobieństwo do drugiej generacji modelu. Pod względem konstrukcyjnym była to konstrukcja pokrewna z Toyotą Soarer.
Do napędu użyto silnika R6 3,0 l z 4 zaworami na cylinder (DOHC) w wersji wolnossącej 7M-GE oraz od 1987 turbodoładowanej 7M-GTE. Moc pierwszego wynosiła 203 KM (149 kW) przy 6000 obr./min, zblokowany był on z 5-biegową skrzynią manualną o oznaczeniu W58. Jednostka turbodoładowana osiągała 233 KM (173 kW) przy 5600 obr./min i moment siły 334 Nm, połączono ją z 5-biegową ręczną skrzynią biegów o kodzie R154. W 1989 jej moc została podniesiona do 234 KM, moment obrotowy zaś do 344 Nm. W przypadku obu jednostek można było opcjonalnie zamówić 4-biegowy automat A340E.
Od stycznia 1987 dostępna była Supra Turbo. Oprócz zastosowania turbodoładowania, różniła się od wersji wolnossącej montowaną w standardzie chłodnicą oleju, zintegrowanym tylnym spoilerem, mechanizmem różnicowym o ograniczonym poślizgu (LSD) oraz spryskiwaczami przednich reflektorów. Na liście wyposażenia dodatkowego znajdował się m.in. system ABS. Od roku 1989 modele w wersji Turbo otrzymały trzyczęściowy spoiler tylny z wbudowanym trzecim światłem "stop" opartym na diodach LED, zmieniono wygląd tylnych świateł oraz pasa przedniego nadwozia. Od 1990 do wyposażenia standardowego dodano układ poduszek powietrznych.
Na rynku japońskim Supra dostępna była w trzech wersjach silnikowych: R6 2,5 l 1JZ-GTE twin-turbo o mocy 280 KM (206 kW), R6 2,0 l 1G-GTE twin-turbo 213 KM (157 kW) oraz wolnossący motor R6 2,0 l 1G-GEU.
Od sierpnia do września 1988 na rynku japońskim dostępna była seria 500 egzemplarzy homologacyjnych wersji Turbo-A. Zastosowano w niej silnik R6 3,0 l 7M-GTEU generujący moc 271 KM (199 kW) i moment obrotowy 358 Nm.

### Poziom produkcji[16]
- 1986 – 33 283
- 1987 – 29 907
- 1988 – 19 596
- 1989 – 14 544
- 1990 – 6419
- 1991 – 3623
- 1992 – 1193

### Silniki
| Oznaczenie | Rocznik     | Silnik                                 | Moc maksymalna  | Maks. moment obrotowy | Rynek zbytu               |
| ---------- | ----------- | -------------------------------------- | --------------- | --------------------- | ------------------------- |
| MA70       | 1986.5-1992 | R6 3,0 l (2954 cm³) 7M-GE              | 203 KM (149 kW) | 266 Nm                | Kanada Europa USA         |
| MA70       | 1986.5-1992 | R6 3,0 l (2954 cm³) 7M-GTE turbo       | 233 KM (172 kW) | 325 Nm                | Kanada Europa USA Japonia |
| GA70       | 1986.5-1992 | R6 2,0 l (1988 cm³) 1G-GEU             | 162 KM (119 kW) | 176 Nm                | Japonia                   |
| GA70       | 1986.5-1992 | R6 2,0 l (1988 cm³) 1G-GTE twin-turbo  | 208 KM (153 kW) | 244 Nm                | Japonia                   |
| JZA70      | 1990–1992   | R6 2,5 l (2491 cm³) 1JZ-GTE twin-turbo | 280 KM (206 kW) | 363 Nm                | Japonia                   |

## Czwarta generacja

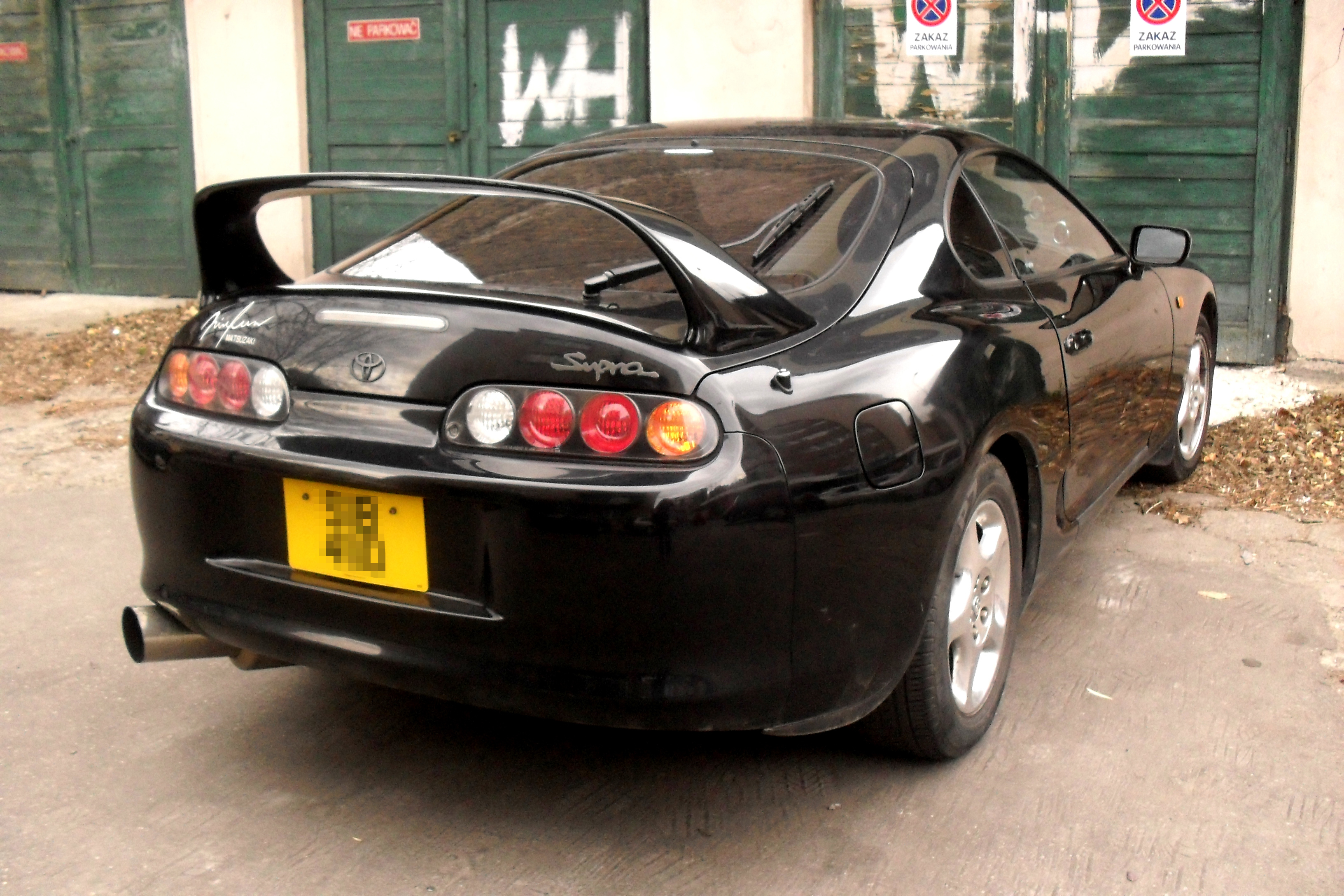
Toyota Supra IV - tył pojazdu

Produkcję czwartej generacji rozpoczęto w grudniu 1992 roku, wypuszczono wtedy na rynek 20 egzemplarzy przedprodukcyjnych. Produkcja seryjna ruszyła w maju 1993 Czwarta generacja otrzymała całkowicie przestylizowane nadwozie typu hatchback coupé o obłych kształtach i dwie nowe jednostki napędowe.

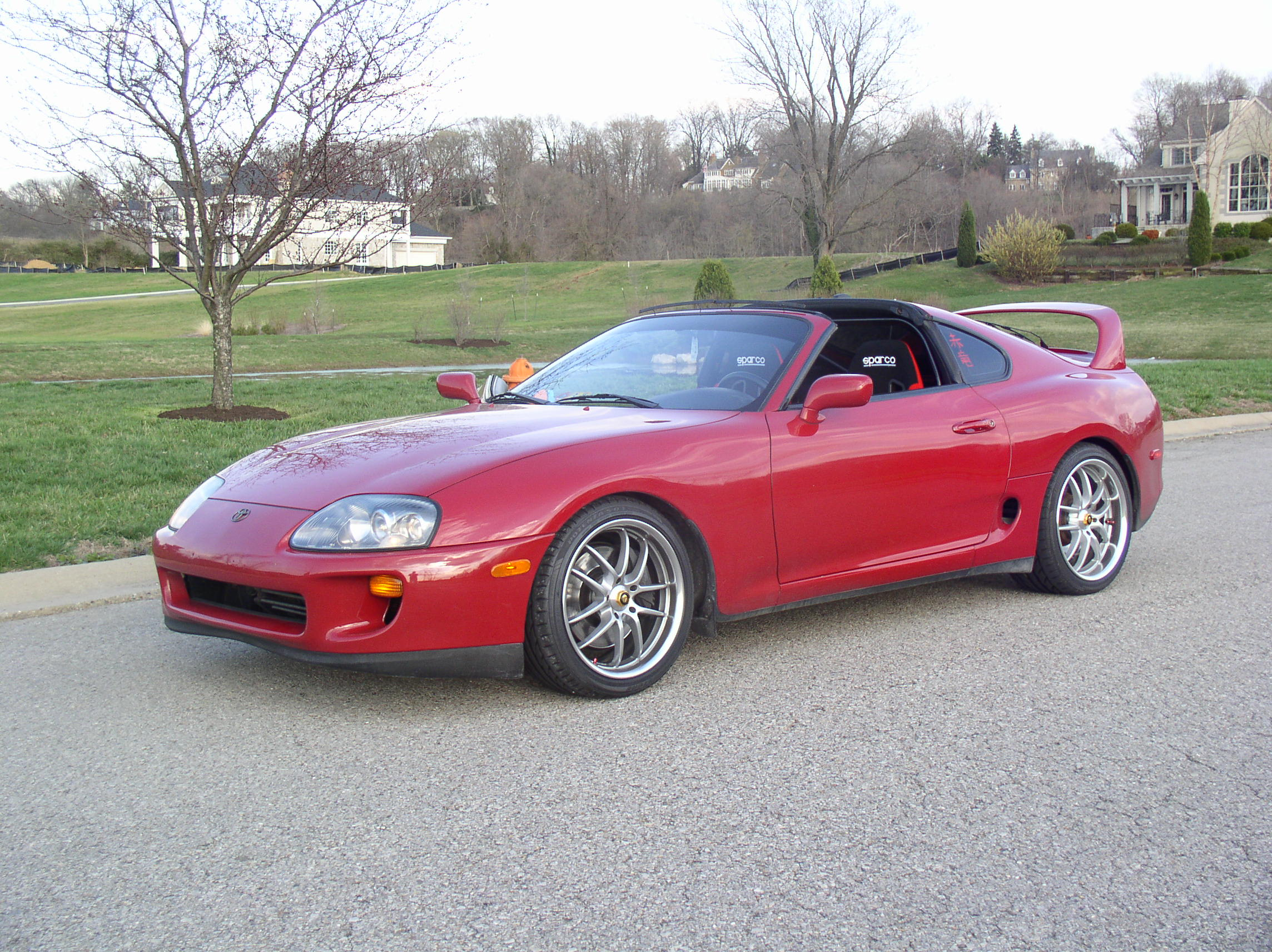
Toyota Supra IV z dachem typu targa

Na rynku japońskim występowały dwie wersje silnikowe, R6 3,0 l 2JZ-GE o mocy 223 KM (164 kW) przy 5800 obr./min. i momencie obrotowym 280 Nm przy 4800 obr./min oraz jej turbodoładowany odpowiednik 2JZ-GTE o mocy 280 KM (206 kW) i momencie 431 Nm. Wersja turbo przygotowana na eksport wyposażona była w jeszcze mocniejszy silnik generujący 324 KM (239 kW) przy 5600 obr./min i moment obrotowy 427 Nm przy 4000 obr./min. W teście przeprowadzonym przez magazyn Car and Driver osiągnęła ona czas przyspieszenia 0-96 km/h równy 4,6 s oraz czas przejazdu ¼ mili 13,1 s przy prędkości końcowej 175 km/h. Prędkość maksymalna została ograniczona elektronicznie do 250 km/h (180 km/h na rynku japońskim).
Wersja turbo na rynek europejski charakteryzowała się dużymi hamulcami z zaciskami 4 tłoczkowymi z przodu, 2 tłoczkowymi z tyłu, chłodnicą dyferencjału, aktywnym spoilerem, z zewnątrz wlotem powietrza na masce silnika. Wersja japońska generowała moc 280 KM, pracowała na MAP sensorze, turbiny miały ceramiczne wałki wydechowe, oraz wałek dolotowy o mniejszym skoku, do kwietnia 1996 roku wersja turbo posiadała małe hamulce z dwu tłoczkowymi zaciskami z przodu i jedno tłoczkowymi z tyłu jako standard, zaś opcjonalnie były dostępne duże hamulce jak w wersji europejskiej. Od kwietnia 1996 roku duże hamulce były standardowe dla wersji RZ, a dla pozostałych wersji była to opcja dodatkowa. Wersja amerykańska poza plastikowymi światłami oraz brakiem wlotu na masce specyfikacją była zgodna z wersją europejską.
Układ twin-turbo pracował w trybie sekwencyjnym – pierwsza turbosprężarka tłoczyła powietrze przy niskich prędkościach obrotowych silnika, druga aktywowała się przy wyższych obrotach. Rozwiązanie to pozwalało na zredukowanie zjawiska turbodziury. Dla czwartej generacji Supry przygotowano także 6-biegową manualną skrzynię biegów niemieckiej firmy GETRAG o oznaczeniu V160, a po roku 1998 V161 – była to 6-biegowa dwuwałkowa skrzynia. Oprócz niej dostępna była także 5-biegowa skrzynia ręczna W58 oraz 4-biegowy automat A340E. W tylnej osi zastosowano dyferencjał typu Torsen.
Eksportu czwartej generacji Supry w Europie zaprzestano w roku 1996, w Stanach Zjednoczonych w 1998. W sierpniu 2002 zakończono produkcję samochodu, było to spowodowane spadkiem zainteresowania na rynku.

### Silniki
| Wersja             | Silnik:                                    | Układ zasilania:   | Średnica × skok tłoka: | St. sprężania:     | Moc maksymalna:                   | Maks. moment obrotowy     | 0-100 km/h:        | V-max:             |
| Silniki benzynowe: | Silniki benzynowe:                         | Silniki benzynowe: | Silniki benzynowe:     | Silniki benzynowe: | Silniki benzynowe:                | Silniki benzynowe:        | Silniki benzynowe: | Silniki benzynowe: |
| ------------------ | ------------------------------------------ | ------------------ | ---------------------- | ------------------ | --------------------------------- | ------------------------- | ------------------ | ------------------ |
| R6 3.0             | R6 3,0 l (2952 cm³), DOHC, 24v             | wtrysk EFi         | 86,00 mm × 86,00 mm    | 10,0:1             | 223 KM (164 kW) przy 5800 obr/min | 284 N•m przy 4800 obr/min | b/d                | 240 km/h           |
| R6 3.0 SZ          | R6 3,0 l (2997 cm³), DOHC, 24v             | wtrysk EFi         | 86,00 mm × 86,00 mm    | 10,0:1             | 225 KM (165 kW) przy 6000 obr/min | 284 N•m przy 4800 obr/min | 7.0 s              | 241 km/h           |
| R6 3.0 TT RZ       | R6 3,0 l (2997 cm³), DOHC, 24v, twin-turbo | wtrysk EFi         | 86,00 mm × 86,00 mm    | 8,5:1              | 280 KM (206 kW) przy 5600 obr/min | 451 N•m przy 3600 obr/min | 5.1 s              | 256 km/h           |
| R6 3.0 TT (EU/USA) | R6 3,0 l (2997 cm³), DOHC, 24v, twin-turbo | wtrysk EFi         | 86,00 mm × 86,00 mm    | 8,5:1              | 324 KM (239 kW) przy 5600 obr/min | 427 N•m przy 4000 obr/min | 5.1 s              | 262 km/h           |

## Piąta generacja

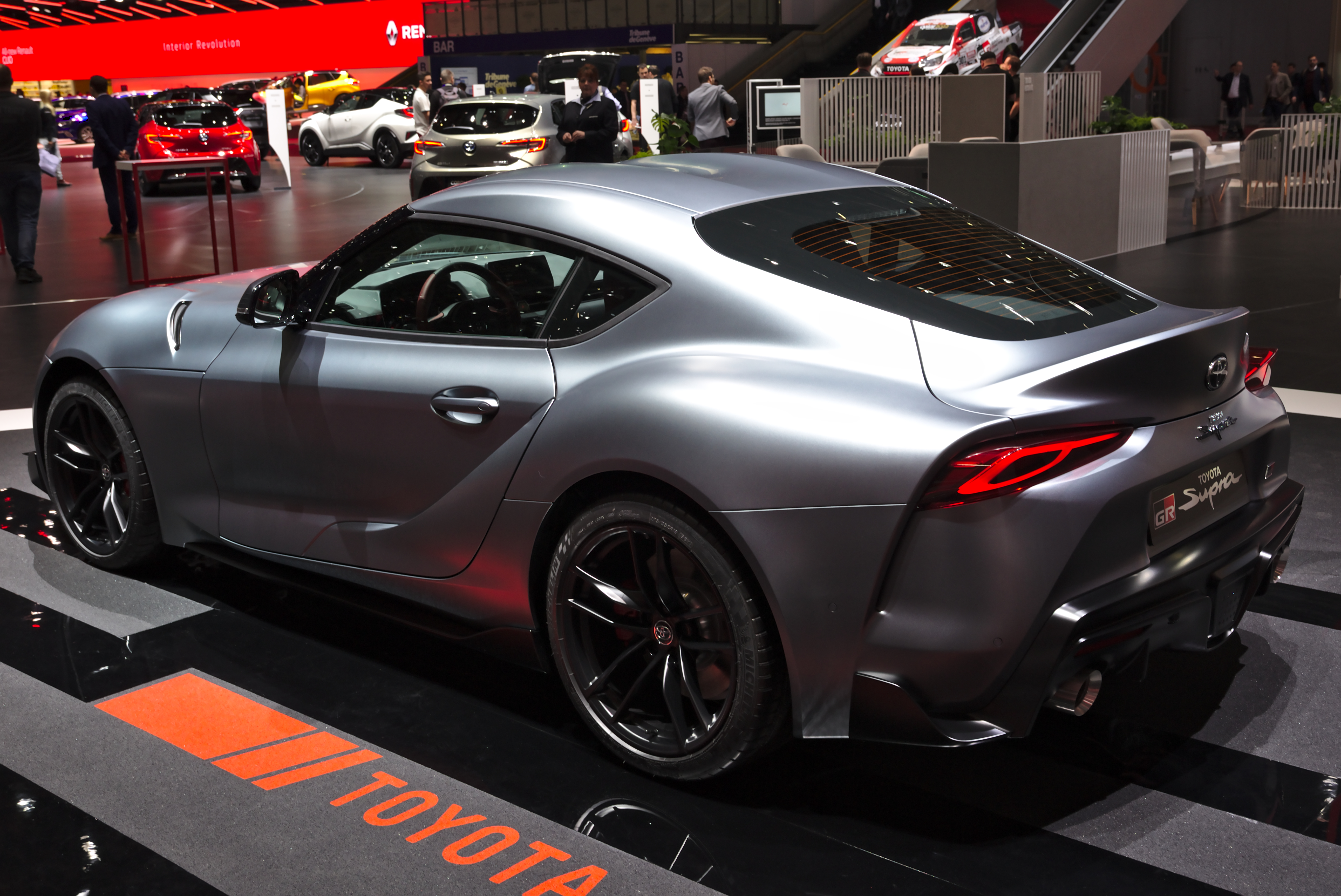
Toyota Supra V - tył pojazdu

### Historia
W 2010 roku Toyota wystąpiła o przedłużenie patentu na nazwę Supra i tym samym zobowiązała się do zastosowania tej nazwy na jednym ze swoich produktów w ciągu 3 lat. 
Podczas targów motoryzacyjnych North American International Auto Show w 2014 roku zaprezentowana została koncepcyjna wersja nowej generacji Supry w postaci Toyoty FT-01. Samochód jest wizją modernistycznego samochodu sportowego, a swoje linie czerpie z klasycznych modeli japońskiego producenta w tym 2000GT, MR-2 oraz Supry. Miesiąc po premierze, Toyota wystąpiła do amerykańskiego urzędu patentowego o kolejne przedłużenie nazwy Supra. W 2016 roku podobny wniosek został złożony w europejskim urzędzie patentowym.
W 2018 roku na Międzynarodowym Salonie Samochodowym w Genewie Toyota zaprezentowała pojazd Toyota GR Supra Racing Concept. Samochód w torowej specyfikacji jest bezpośrednio zapowiedzią drogowej wersji nowej Supry.

### Wersja produkcyjna
Pierwszy publiczny pokaz nowej generacji odbył się 12 lipca 2018 roku podczas Goodwood Festival of Speed. Na torze w Anglii mogliśmy zobaczyć zakamuflowany prototyp, który był już niemalże gotowy do produkcji.
Piąta generacja Toyoty Supra zadebiutowała 14 stycznia 2019 roku podczas North American International Auto Show w Detroit. Auto swój wygląd czerpie z koncepcyjnego modelu FT-01 z 2014 roku jednak został on dostosowany do wymogów aut produkcyjnych. Linie zostały nieco uspokojone oraz uproszczone, a wnętrze jest znacznie praktyczniejsze. Większość technologii czerpie z bliźniaczego BMW Z4, na którym bazuje. We wnętrzu możemy zobaczyć podobny wyświetlacz zamiast tradycyjnych zegarów, tę samą gałkę skrzyni biegów, czy podobny system inforozrywki. 
Początkowo model dostępny jest wyłącznie z jednym silnikiem i jest nim 3-litrowa jednostka R6 od BMW o mocy 340 KM i 500 Nm maksymalnego momentu obrotowego. Napęd przekazywany jest wyłącznie na tylną oś za pośrednictwem 8-biegowej automatycznej skrzyni biegów. 
W pierwszym roku produkcji, liczba sztuk nowej Supry na europejskim rynku będzie ograniczona wyłącznie do 900 egzemplarzy. Zainteresowani mogą składać zamówienia i po wpłaceniu zaliczki dołączyć do klubu Supra 900. Pierwszy egzemplarz Toyoty Supry 5. generacji zjechał z linii produkcyjnej w marcu 2019 roku. 
W marcu 2020 roku weszła do sprzedaży wersja z 2-litrowym silnikiem turbo z turbosprężarką typu twin-scroll. Silnik ma moc 258 KM (190 kW) i maksymalny moment obrotowy 400 Nm. Rozpędza się od 0 do 100 km/h w  5,2 s. Maksymalna prędkość to 250 km/h. Emisja CO2 wg WLTP to 156 do 172 g/km. Silnik sparowany jest z 8-biegową automatyczną skrzynią ZF. 

#### A90 Edition
W Europie Toyota Supra jest dostępna w specjalnej wersji "A90 Edition". Jej produkcja jest ograniczona do zaledwie 90 sztuk. Wykończona jest specjalnym, matowym lakierem Storm Grey z matowo-czarnymi kołami ze stopu aluminium. Wnętrze obszyte zostało czerwoną skórą, a pozostałe wyposażenie jest zbliżona do wersji Premium.

#### Launch Edition
Z okazji premiery samochodu, Toyota zaprezentowała również specjalną wersję "Launch Edition", która będzie dostępna wyłącznie w pierwszym roku produkcji. Liczba egzemplarzy została ograniczona do 1500 sztuk. Auto wyróżnia się czerwonymi lusterkami i czerwonym obszyciem wnętrza. Dostępne są wyłącznie trzy wersje kolorystyczne nadwozia – Absolute Zero White, Nocturnal Black, oraz Renaissance Red.

#### Kod fabryczny
Toyota używała nazwy A90 w celach promocyjnych, nawiązując tym do poprzednich generacji Toyoty Supry, posiadających kody fabryczne A40-A80. Nazwę A90 można było znaleźć na kamuflażu przedprodukcyjnych egzemplarzy oraz w specjalnej wersji wyposażenia A90 Edition. Piąta generacja Supry używa nazewnictwa modelowego BMW, a kod fabryczny dla tego modelu to J29.

### Motorsport

#### Toyota GR Supra GT4
Na Goodwood Festival of Speed 2019 Toyota potwierdziła utworzenie wersji wyścigowej samochodu – GT4. Podobnie jak auto drogowe, skierowana do zespołów prywatnych Toyota Supra GT4 ma 3-litrowy silnik R6 z turbosprężarką twin-scroll oraz automatyczną skrzynię biegów. Auto otrzymało również przedni spojler i tylne skrzydło z włókien naturalnych, klatkę bezpieczeństwa, fotele zgodne ze specyfikacją FIA czy bezpieczny zbiornik paliwa z systemem szybkiego ładowania. Ponadto w pracach nad układem wydechowym pomogła firma Akrapovič, a opony dostarcza Pirelli. Supra GT4 trafiła na rynek w 2020 roku. 

#### Toyota GR Supra GT500
Na sezon 2020 Toyota przygotowała Suprę w wersji wyścigowej GT500. Samochód został opracowany z myślą o startach w klasie GT500 japońskich wyścigów Super GT. Auto dysponuje 2-litrowym silnikiem R4 z turbosprężarką, który wytwarza ponad 600 KM. Samochód zastąpi w Super GT Lexusa LC 500 i oznacza powrót Toyoty Supry do najważniejszej serii wyścigowej w Japonii po kilkunastu latach przerwy. 

#### Toyota GR Supra w driftingu
Na bazie najnowszej Toyoty Supry powstają również profesjonalne samochody driftingowe. W Japonii takim autem dysponują m.in. Daigo Saito i Kawabata Masato, natomiast w amerykańskiej lidzie driftingowej Formula Drift GR Suprą, z fabrycznym silnikiem podkręconym do 1 000 KM, będzie rywalizował Fredric Aasbo. 
Dane techniczne
| Wersja   | Pojemność [cm³] | Układ cylindrów | Maks. moc       | Maks. moment obr. | Przyspieszenie 0-100 km/h | Prędkość maks. | Rodzaj napędu |
| -------- | --------------- | --------------- | --------------- | ----------------- | ------------------------- | -------------- | ------------- |
| Supra R4 | 1998            | R4              | 258 KM / 190 kW | 400 Nm            | 5,0 s                     | 250 km/h       | RWD           |
| Supra R6 | 2998            | R6              | 340 KM / 250 kW | 500 Nm            | 4,0 s                     | 250 km/h       | RWD           |